# Тимофеева, Юлия Юрьевна
Ю́лия Ю́рьевна Тимофе́ева (3 мая 1973, Саратов) — российская бобслеистка, разгоняющая, выступает за сборную России с 2007 года. Участница зимних Олимпийских игр в Ванкувере, обладательница нескольких медалей Кубка Европы, победительница национального первенства. Мастер спорта международного класса.

## Биография
Юлия Тимофеева родилась 3 мая 1973 года в Саратов. С юных лет увлеклась спортом и была отдана родителями в детско-юношескую спортивную школу «Сокол», отделение легкой атлетики. Тренер — Александр Хозяшев, супруг Светланы Хозяшевой, воспитавшей чемпионку мира 1995 (в залах) и 1997 года.
Долгое время выступала за сборную Саратовской области — юношескую, молодежную, затем её основной состав. Участница чемпионатов России. Специализация — бег на 400 и 200 метров, эстафетный бег. В юности выступала на 100-метровке, побеждала на региональных турнирах в залах на дистанции 60 метров. Главных успехов добилась в эстафетном беге 4 по 400 метров, выиграв Кубок Европы 1994 года в составе национальной сборной России. Рекордсменка России в эстафетном беге. Дважды побеждала в чемпионатах страны, была бронзовым призёром.
В конце карьеры в качестве профессиональной бегуньи перебралась в Москву, где искала себя в качестве спортсменки в других циклических видах спорта. В 2005-м году решила попробовать себя в бобслее, в 2007-м прошла отбор в женскую национальную команду, став разгоняющей в экипаже двойки. Представляя ОГО ВФСО Динамо, заняла несколько призовых мест на Кубке Европы.
Благодаря череде успешных выступлений удостоилась права защищать честь страны на Олимпийских играх в Ванкувере, вместе с рулевой Ольгой Фёдоровой боролась за медали в зачёте двухместных экипажей. Первые три заезда россиянки провели сравнительно неплохо, но в четвёртом перевернулись набок и были отброшены на восемнадцатое место.
На тот момент Тимофеевой было уже 37 лет, но в связи с отсутствием конкуренции в сборной карьеру она решила не заканчивать. В 2011 году подтвердила статус лучшей разгоняющей России, одержав победу на национальном первенстве в Сигулде. Пара Фёдорова/Тимофеева в сезоне 2010/11 стала лучшей в стране, на международных стартах они показали лучшие среди соотечественниц результаты: на чемпионате Европы — седьмое место, на чемпионате мира — двенадцатое. Определённый прогресс в результатах наметился в сезоне 2011/12: если за предыдущие два года Юлия ни разу не смогла попасть в десятку лучших на этапах Кубка мира, то теперь на первых трёх этапах россиянки трижды были в восьмёрке лучших, дважды подряд заняв шестое место. На пятом этапе она вновь была в десятке.